# Эль-Ямик, Джавад
Джавад Эль-Ямик (араб. جواد اليميق‎; род. 29 февраля 1992, Хурибга) — марокканский футболист, защитник испанского клуба «Реал Вальядолид».
Выступал, в частности, за клубы «Олимпик» (Хурибга), «Раджа (Касабланка)», «Дженоа», а также национальную сборную Марокко.
Двукратный обладатель Кубка Марокко.

## Клубная карьера
Во взрослом футболе дебютировал в 2011 году выступлениями за клуб «Олимпик» (Хурибга), в котором провёл пять сезонов, приняв участие в 53 матчах чемпионата. В 2015 году выиграл вместе с клубом национальный кубок.
С 2016 по 2019 год играл в составе команд «Раджа» (Касабланка), «Дженоа» и «Перуджа». В 2020 году защищал цвета клуба «Реал Сарагоса».
К составу клуба «Реал Вальядолид» присоединился в 2020 году. В сезоне 2021/22 годов помог клубу выйти в высший испанский дивизион. По состоянию на середину ноября 2022 года сыграл за вальядолидский клуб более 50 матчей в национальном чемпионате.

## Выступления за сборную
В 2016 году дебютировал в официальных матчах в составе национальной сборной Марокко. В 2018 году в составе национальной сборной стал победителем чемпионата африканских наций, который проходил в Ливии, играл в нескольких матчах турнира, включая финальный поединок.
В составе сборной был участником чемпионата мира 2022 года в Катаре.

## Статистика выступлений

### Статистика клубных выступлений
| Сезон                         | Команда                       | Чемпионат                     | Чемпионат | Чемпионат | Национальный кубок | Национальный кубок | Национальный кубок | Континентальные кубки | Континентальные кубки | Континентальные кубки | Всего | Всего |
| Сезон                         | Команда                       | Лига                          | Игр       | Голов     | Лига               | Игр                | Голов              | Лига                  | Игр                   | Голов                 | Игр   | Голов |
| ----------------------------- | ----------------------------- | ----------------------------- | --------- | --------- | ------------------ | ------------------ | ------------------ | --------------------- | --------------------- | --------------------- | ----- | ----- |
| 2011/12                       | «Олимпик» (Хурибга)           | ЧМ                            | 1         | ?         | КМ                 | ?                  | ?                  | -                     | -                     | -                     | 1     | ?     |
| 2012/13                       | «Олимпик» (Хурибга)           | ЧМ                            | 7         | 0         | КМ                 | ?                  | ?                  | -                     | -                     | -                     | 7     | 0+    |
| 2013/14                       | «Олимпик» (Хурибга)           | ЧМ                            | 13        | 2         | КМ                 | ?                  | ?                  | -                     | -                     | -                     | 13    | 2     |
| 2014/15                       | «Олимпик» (Хурибга)           | ЧМ                            | 11        | 1         | КМ                 | ?                  | ?                  | -                     | -                     | -                     | 11    | 1     |
| 2015/16                       | «Олимпик» (Хурибга)           | ЧМ                            | 21        | 4         | КМ                 | ?                  | ?                  | ЛЧ КАФ                | 2                     | 0                     | 23    | 4     |
| Всего за «Олимпик» (Хурибга)  | Всего за «Олимпик» (Хурибга)  | Всего за «Олимпик» (Хурибга)  | 53+       | 7+        |                    | ?                  | ?                  |                       | 2                     | 0                     | 55+   | 7+    |
| 2016/17                       | «Раджа» (Касабланка)          | ЧМ                            | 20        | 0         | КМ                 | ?                  | ?                  | -                     | -                     | -                     | 20    | 0     |
| 2017/2018                     | «Раджа» (Касабланка)          | ЧМ                            | 11        | 2         | КМ                 | ?                  | ?                  | ККК                   | -                     | -                     | 11    | 2     |
| Всего за «Раджа» (Касабланка) | Всего за «Раджа» (Касабланка) | Всего за «Раджа» (Касабланка) | 31        | 0         |                    | ?                  | ?                  |                       | -                     | -                     | 31+   | 0+    |
| 2018                          | «Дженоа»                      | A                             | 4         | 0         | КИ                 | 0                  | 0                  | -                     | -                     | -                     | 4     | 0     |
| 2018/19                       | «Перуджа»                     | B                             | 22+1      | 1+0       | КИ                 | 0                  | 0                  | -                     | -                     | -                     | 23    | 1     |
| 2019/2020                     | «Дженоа»                      | A                             | 3         | 0         | КИ                 | 1                  | 0                  | -                     | -                     | -                     | 4     | 0     |
| Всего за «Дженоа»             | Всего за «Дженоа»             | Всего за «Дженоа»             | 7         | 0         |                    | 0                  | 0                  |                       | -                     | -                     | 7     | 0     |
| 2020                          | «Реал Сарагоса»               | СД                            | 12+2      | 0         | КИ                 | 0                  | 0                  | -                     | -                     | -                     | 14    | 0     |
| Всего за карьеру              | Всего за карьеру              | Всего за карьеру              | 125+3     | 8         |                    | 1                  | 0                  |                       | 2                     | 0                     | 131   | 8     |

## Титулы и достижения

### Командные
- Обладатель Кубка Марокко (2):

«Олимпик» (Хурибга): 2015
«Раджа» (Касабланка): 2017
- Победитель Чемпионата африканских наций (1): 2018

### Награды
- Офицер Ордена Трона (2022)[7]